# Marta Balaguer i Julià
Marta Balaguer i Julià va néixer a Barcelona l'any 1953. És il·lustradora.
Es va llicenciar en Història de l'art a la Universitat de Barcelona l'any 1977 i diplomar en estudis superiors d'Antropologia Social a la Universitat Autònoma de Barcelona l'any 1996. A partir del seu pas per l'Institut del Teatre en un curs de titelles començà a interessar-se per actuar en espectacles de titelles i ombres xineses.
Pel que fa a l'àmbit professional, des de 1979 es dedica a il·lustrar llibres per a infants; d'alguns d'aquests llibres també és l'autora del text. Ha publicat més de dos-cents llibres. A partir de 1997, escriu els guions de les pàgines de còmic Aventures i desventures de la Rita Pinyada que dibuixa Cristina Losantos i que publica la Revista El Tatano. Des del 2005 fins al 2010 realitza les il·lustracions i animacions interactives amb la col·laboració d'Albert Bataller per a la pàgina web Chilias, biblioteca virtual dins del portal del Servei de Biblioteques de la Diputació de Barcelona.
Pel que fa a les activitats pedagògiques realitzades, desenvolupà classes de plàstica per a nens i nenes al Taller Triangle de Sant Cugat del Vallès. També ha participat en programes de sensibilització de la lectura a les escoles i biblioteques i el 1997 inicià l'activitat Històries dibuixades on explicava un conte mentre l'anava dibuixant (de fet, l'experiència la recull en un llibre). Des de 1993 fins a 1997 imparteix classes d'il·lustració a l'Escola de la Dona i a partir de l'any 1998 fins a l'actualitat imparteix classes d'Il·lustració i gravat a l'Escola d'Art i Disseny de Sant Cugat del Vallès.

## Obres[3]
- En Jaumet de les xanques (1980)
- El petit Polzet (1981)
- Pau i Pepa fan vacances (1983)
- Llibre de Vòlics, Laquidambres i altres espècies (1986)
- Quin dia més ggggrrr (1988)

## Premis
- Premi Crítica Serra d'Or (1985, 1995 i 2009)
- Premi Apel·les Mestres (1985)
- Premi Lazarillo de Ilustración (1990) per Quina nit de Reis!
- Premi Junceda de Il·lustració (2007)